# Nyadwai wad Tugo
Nyadwai Tugo Tokot
Nyadwai wad Tugo (ou Nyadwai, fils de Tugo, fils de Tokot) est le douzième souverain du peuple Shilluk, une ethnie africaine du Soudan du Sud fondée par le demi-dieu Nyikang. Il a exercé son pouvoir entre 1715 et 1745 ; ces dates sont approximatives faute de sources écrites (pour cette période seule la tradition orale peut être évoquée comme source historique).

## Règne
Le roi Tugo avait deux fils qui rivalisaient pour lui succéder ; Nyadwai et Okon. Le prince Okon était aimé par le peuple à cause de sa grande affabilité. Cependant, le prince Nyadwai était le favori du roi Tugo et il était convenu qu'il devait lui succéder. Mais comme le peuple était en faveur d'Okon, les anciens du royaume portèrent leur choit sur Okon. Quelques années plus tard, alors qu'Okon était affaibli par la maladie, Nyadwai assassina son frère et monta sur le trône. Après trente ans de règne, le roi Nyadwai fut assassiné à son tour et porté en terre dans son village natal de Kodok où se trouve un temple funéraire en son honneur.